# Еврабия
Еврабия (англ. Eurabia) — политический неологизм, термин, образованный путём словослияния «Европа + Аравия» («Europa + Arabia») и теория заговора о предполагаемом политическом или культурном сближении Европы и арабских стран.

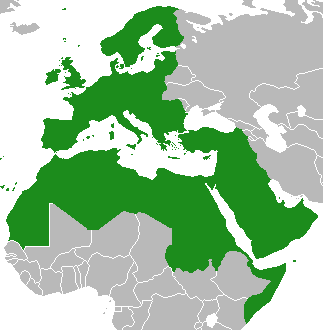
Карта «Еврабии», включающая нынешние страны-члены Евросоюза, а также потенциальных членов ЕС и государства-наблюдатели Лиги арабских государств. Национальные границы стёрты (поскольку предполагается, что «заговор Еврабия» является транснациональным), территория Израиля и Палестины окрашены одним цветом, поскольку уничтожение Израиля является неотъемлемой частью предполагаемого «заговора Еврабия»

## Происхождение термина
Слово Eurabia изначально появилось в новостном письме, опубликованном Европейской комиссией по координации ассоциаций дружбы с арабским миром (Comité européen de coordination des associations d’amitié avec le monde Arabe). Согласно Бат Йеор, оно было опубликовано совместно с журналом «France-Pays Arabes» (изданием ассоциации франко-арабской солидарности), лондонским Ближневосточным интернационалом и женевской Группой изучения и исследования Средиземноморья и ближнего Востока (Groupe de recherche et d'études sur la Méditerranée et le Moyen Orient, GREMMO). Однако, группы с таким названием нет в университете Женевы, хотя в Университете Лиона существует организация с похожим названием Groupe de recherche et d'études sur la Méditerranée et le Moyen Orient.
Во время нефтяного кризиса 1973 года Европейское экономическое сообщество (предшественник Европейского союза), вступило в Евро-Арабский диалог с Лигой арабских государств. Бат Йеор впоследствии использовала название Еврабия, для описания Евро-Арабского диалога.

## Взгляды Бат Йеор
Согласно взглядам английского историка египетско-еврейского происхождения Бат Йеор, создание Еврабии является результатом возглавляемой Францией европейской политики, имеющей своей целью усиление Европы против США путём согласования европейских интересов с интересами арабских стран. Бат Йеор и другие сторонники теории Еврабии отмечают следующие основные моменты этой политики:
- Поддержка палестинцев, ООП, создание Палестинского государства
- Историческая и политическая делегитимизация Израиля, сокращение его до нежизнеспособных границ, арабизация Иерусалима
- Антиамериканизм, противостояние США